# Нидеркассель
Нидеркассель (нем. Niederkassel) — город в Германии, в земле Северный Рейн-Вестфалия.
Подчинён административному округу Кёльн. Входит в состав района Рейн-Зиг. Население составляет 37 552 человека (на 31 декабря 2010 года). Занимает площадь 35,79 км². Официальный код — 05 3 82 044.
Город подразделяется на 7 городских районов.